# Auguste-François Chomel
Pour les articles homonymes, voir Chomel.
Auguste-François Chomel, né le 13 avril 1788 à Paris et mort le 9 avril 1858 à Morsang-sur-Orge est un médecin français. Il fut membre de l'Académie de Médecine et titulaire de la chaire de clinique médicale à l'Hôtel-Dieu de Paris.

## Biographie
Auguste-François Chomel naît  à Paris, rue des Tournelles. Il est le fils d’Antoine-Angélique Chomel il est issu d'une famille dans laquelle la tradition médicale est fortement ancrée depuis Jean-Baptiste Chomel (1639-1720), qui fut médecin de Louis XIV.
Après quelques années au lycée Napoléon (devenu lycée Henri-IV), il entreprend ensuite sa formation médicale. Nommé  interne en 1809, il est l'élève entre autres de Jean-Nicolas Corvisart, de Philippe Pinel, d'Alexis Boyer ; médaille d’or en 1811, il obtient le prix de chimie de l’École pratique puis soutient sa thèse de doctorat en médecine le 10 juin 1813 avec un « Essai sur les rhumatismes » dans lequel il soutient que, derrière ce nom général, se cachent une série d'entités pathologiques différentes.
Médecin-résident à l'Hôpital de la Charité de 1814 à 1823, il fait partie des savants qui, sous l’autorité de Laënnec rénovent la Société anatomique et il rédige plusieurs articles pour le Dictionnaire de médecine. Il s'oppose à la doctrine que François Broussais avait érigée en système « fléaux inconnus des sciences constituées, rêves trompeurs de tous les ambitieux de la Médecine... ». 
Agrégé en 1823, il est élu membre titulaire de l'Académie de Chirurgie en 1826. Des salles de la Charité, il passe à l'Hôtel-Dieu en 1830, où il poursuit son enseignement et publie, entre 1834 et 1840, trois volumes de ses « Cliniques Médicales » avec le concours de trois de ses élèves. 
À la suite du décès de Laënnec, en août 1836, il est désigné pour la chaire de clinique médicale.
Au printemps de 1828 il décrit une épidémie de polynévrite aiguë dont certains auteurs pensent qu'il pourrait s'agir d'un des premiers exemples connus du syndrome de Guillain-Barré.
En mai 1832, il est nommé médecin consultant du Roi, (Louis-Philippe Ier) puis en 1837, médecin de la duchesse d’Orléans et il eut la difficile responsabilité de lui annoncer, le 13 juillet 1842, le décès tragique de son fils, le duc d’Orléans, Ferdinand-Philippe d'Orléans ; après la Révolution de 1848, il garda des contacts avec la famille royale, exilée à Claremont (Surrey) et il fut même amené à prodiguer des soins à la reine Louise de Belgique, Louise-Marie d'Orléans. 
Le 8 mars 1852, au début du Second Empire, un décret fit obligation aux professeurs d’université à un serment de fidélité au nouveau régime ; toujours très attaché à la famille royale exilée, Chomel est le seul à refuser ce geste pourtant symbolique : le 29 mai, le ministre de l’instruction publique, Hippolyte Fortoul, le considérait comme démissionnaire et il fut remplacé par Armand Trousseau à la tête de la Chaire de Clinique Médicale.
Marié avec Euphrasie Jouet, il a trois filles parvenues à l'âge adulte (plus une décédée en bas âge en 1833) Adélaïde (Mme Léon de Lalain-Chomel), Ernestine (Mme Gustave Meurinne), Louise Antoinette (Mme Jules Paixhans) dont deux meurent avant lui et l'autre juste après.
Retiré à Morsang-sur-Orge, il continue à y travailler jusqu'à ses derniers jours et « nous l'avons vu, dit Prosper Menière, corriger, sur son lit de mort les épreuves de la dernière édition de son traité sur les Dyspepsies » ; des suite d'une longue maladie qu'il avait en dernière extrémité confiée à son collègue chirurgien Michonil est décédé à Morsang le 9 avril 1858 et ses obsèques eurent lieu trois jours plus tard en l'église Saint-François-d’Aquin : la Faculté, à laquelle il n’appartenait plus depuis 1852, se fit néanmoins représenter par Augustin Grisolle (1811-1869) qui fit l’éloge de son maître. L'Académie de Médecine, dont il était membre était représentée par Frédéric Dubois d'Amiens.
Worthington Hooker, qui fut une autorité en éthique médicale au XIXe siècle, attribuait la paternité de la maxime « primum non nocere » à Chomel : « La règle d'or de Chomel, que ce n'est que la seconde loi de la thérapeutique de faire du bien, la première étant de ne pas nuire, commence à faire son chemin dans l'esprit médical ».
Par une décision du Conseil Municipal le 11 septembre 1869, on appela rue Chomel une rue du quartier Saint-Thomas-d'Aquin de Paris.

## Publications

### Sélection
- Éléments de pathologie générale ; plusieurs éditions : 1817, 1840 ; en ligne : 4e  éd., 1866
- Des fièvres et des maladies pestilentielles, 1821
- Des dyspepsies sur Gallica, 1857
- Leçons de clinique sur Gallica, 1834-1840

### Listes d’œuvres
- Liste d’œuvres en ligne sur Gallica